# Кшево (Великопольське воєводство)
Кшево (пол. Krzewo) — село в Польщі, у гміні Домб'є Кольського повіту Великопольського воєводства.
Населення — 217 осіб (2011).

## Демографія
Демографічна структура станом на 31 березня 2011 року:
|          | Загалом | Допрацездатний вік | Працездатний вік | Постпрацездатний вік |
| -------- | ------- | ------------------ | ---------------- | -------------------- |
| Чоловіки | 103     | 23                 | 66               | 14                   |
| Жінки    | 114     | 26                 | 55               | 33                   |
| Разом    | 217     | 49                 | 121              | 47                   |